# Hugo Pratt
Hugo Pratt (Ugo Eugenio Prat, Rimini, 15 de Junho de 1927 — Grandvaux, Suíça, 20 de Agosto de 1995) foi um autor de banda desenhada italiano, criador da personagem Corto Maltese.

## Vida

### As origens
Filho de Rolando Pratt, militar de carreira, e de Evelina Genero, filha de Eugenio Genero, poeta, que Pratt citará em Corto Maltese na Sibéria. Após uma estadia na Etiópia com a família durante a juventude, a sua vida desenrola-se sobretudo em redor da cidade de Veneza, onde se passam duas das suas histórias: "O Anjo da Janela do Oriente" (in "As Célticas") e "Fábula de Veneza".

### A Segunda Guerra Mundial
No inicio da Segunda Guerra Mundial a família de Pratt encontrava-se na África Oriental Italiana onde o pai estava alistado na Policia Colonial. Em 1941, com a queda da África Oriental a família Pratt foi internada num campo de concentração em Dire Daua onde o pai viria a falecer em 1942. Um ano depois, Pratt regressará a Itália graças à intervenção da Cruz Vermelha a favor dos prisioneiros. Regressado a Itália, em Cittá di Castello, frequentou um colégio militar. Em 1943, na sequência do Armistício com a Itália adere à República Social Italiana e foi por um breve período membro do Batalhão Lupo da Decima Flottiglia. No Outono de 1944, deserta para não ser fuzilado pelas SS acusado de espião Sul-Africano. Em 1945 junta-se aos angloamericanos sendo por estes empregado como intérprete da armada aliada. Ainda em 1945, em Veneza, começou a organizar espectáculos para as tropas da coligação vencedora.

### O Pós Guerra
Mas rapidamente se impõem a sua vocação de contar histórias semelhantes às que o acompanharam na infância e juventude: histórias e romances de James Oliver Curwood, Zane Grey, Kenneth Roberts; e ainda as bandas desenhadas de Lyman Young (Cino e Franco), Will Eisner (The Spirit) e sobretudo Milton Caniff (Terry e os piratas). Em 1945 conhece o desenhador Mario Faustinelli, e inicia-se na BD, integra o "grupo de Veneza", com Alberto Ongaro, Damiano e Dino Battaglia, entre outros, fundando a revista Albo Uragano em colaboração com Mario Faustinelli e Alberto Ongaro. A revista Albo Uragano é renomeada L'Asso di Picche, após o primeiro número, e Asso di Picche Comics a partir do 7º fazendo jus ao seu principal personagem, um herói mascarado com um fato aderente amarelo. A revista lançou numerosos jovens talentos como Dino Battaglia, Rinaldo D'Ami, Giorgio Bellavitis, enquanto o personagem Asso di Picche ganhava sempre maior sucesso, sobretudo na Argentina.

### Argentina e Brasil
A sua colaboração na revista Asso di Picche, vale-lhe um convite para trabalhar na Argentina, para onde viaja em 1949, só vindo a regressar treze anos depois, em 1962. Após uma colaboração inicial com a Editorial Abril, Pratt transfere-se para a Editorial Frontera. Nesses anos irão surgir algumas importantes séries da sua carreira como Junglemen (com argumento de Ongaro), Sgt. Kirk, Ernie Pike e Ticonderoga, todas tendo como guionista Héctor Oesterheld, o mesmo da obra de ficção científica L'Eternauta e mais tarde desaparecido. O seu traço começou a fazer escola e começa a leccionar cursos de desenho, primeiro com Alberto Brecia e depois, no Brasil, na Escola Panamericana de Arte Direta de Enrique Lipszyc, alternando a atividade didática com frequentes excursões à Amazónia, ao Mato Grosso e outros exóticos paradeiros. Neste mesmo período produz Ann y Dan (Anna della giungla), a sua primeira história completa. Esta série de quatro histórias, ainda com grande influência de Oesterheld, é um verdadeiro tributo às aventuras clássicas lidas nos seus anos de juventude e cuja atmosfera será reproduzida nas duas histórias completas que se seguem: Capitan Cormorant e Wheeling. Esta última é um verdadeiro romance em banda desenhada inspirado nos romances de Zane Grey e Kenneth Roberts misturando, com metódica precisão, factos históricos e fantasia, prática que Pratt refinará com Corto Maltese.

### Regresso à Itália: Corto Maltese
Entre 1959 e 1960 Pratt transfere-se para Londres de onde sem sucesso tentou emigrar para os EUA. acabando por voltar à América do Sul. O seu regresso a Itália em 1962 marca o inicio de uma prolifera colaboração com Il Corriere dei Piccoli  para o qual realiza a conversão para banda desenhada de numerosos romances juvenis como A Ilha do Tesouro e Raptado de Robert Louis Stevenson, com guiões de Mino Milani. Em 1967, apôs cinco anos difíceis, conhece Florenzo Ivaldi, um empresário genovês que adora BD. Decidem lançar uma nova revista mensal, Sgt. Kirk, onde aparecem as primeiras pranchas de Una Ballata del Mare Salato (A Balada do Mar Salgado), com um personagem, Corto Maltese, na altura ainda um personagem secundário. A publicação da revista seria interrompida 30 números depois em Dezembro de 1969. À semelhança da maior parte das suas aventuras, A Balada do Mar Salgado traz à memória os grandes romances de aventuras de Conrad, Melville, Lewis, Cooper, Dumas, que tanto sucesso e fama ganharam junto de várias gerações de leitores. Mas sobretudo, a inspiração de Pratt para esta história vem de um escritor hoje esquecido, Henry De Vere Stacpoole, autor de Laguna Blu. Esta primeira história, foi sucessivamente reproduzida, incluindo nas páginas do Corriere dei Piccoli. Entre Abril de 1970 e Abril de 1973 publica 21 episódios, (hoje agrupados nos ciclos Sob o Signo do Capricórnio, Corto sempre um pouco mais longe, As Célticas e As Etiópicas), a convite de George Rieu, chefe de redacção da revista francesa Pif Gadget. Mais tarde Pratt recordaria aqueles anos em que “voltei a folhear Marx e Engels, filósofos que me entediavam imediatamente. Visitei também Marcuse e alguns outros e retomei os clássicos das aventuras. E subitamente vejo-me acusado de infantilismo, hedonismo e fascismo”. Em seguida é despedido pelo editor que, politicamente próximo do Partido Comunista Francês, o cunhava de Libertário.
«A palavra evasão, que dá tantas dores de cabeça aos materialistas históricos, significa escapar de qualquer coisa, aventura é procurar qualquer coisa que pode ser bela ou perigosa, mas que vale a pena viver.»(Hugo Pratt).
Em meados dos ano 70 Pratt estreita uma grande amizade com Lele Vianello o qual, absorvendo a sua técnica e estilo se torna o seu braço direito colaborando graficamente nas suas obras. Em 1974 começa a desenhar Corto Maltese na Sibéria com uma primeira  alteração estilística em direcção à simplificação: “Queria chegar a dizer tudo com uma linha”, repetia ele, e desde então as histórias de Corto Maltese passaram a apresentar-se como novelas gráficas mais ou menos longas. Algumas delas rapidamente se afirmaram como clássicos absolutos da banda desenhada, exemplos disso, além do citado, são Fábula de Veneza ou A casa Dourada de Samarcanda. A série termina com Mú, desenhado em 1988 e publicado em álbum em 1992. O mestre do malamoco (como o define Oreste Del Buono) tinha no entanto em mente um outro capítulo para a saga do marinheiro com a argola na orelha e que seria a continuação da “Juventude de Corto”, obra de 1981 que narra uma parte da adolescência do protagonista. A casual descoberta de treze tiras, com diálogos apenas esboçados, acontece em 2005 quando a filha de Pratt desfolhava uma revista. Através das aventuras do seu marinheiro Pratt afirmou-se como um dos mais importantes autores de banda desenhada. O seu imaginário, tão culto quanto popular, a permanente busca de um estilo essencial e expressivo (tendo sempre como farol a licção do mestre Milton Caniff e aproximando-se em alguns pontos das soluções da “linha clara” franco-belga, a consumada habilidade narrativa tornou-o uma referência incontornável para quem queira estudar as possibilidades expressivas da “Aventura Desenhada” (orgulhosa definição dada pelo próprio Pratt que, ainda assim, preferia classificar-se como "fumettaro"). Da sua longa carreira podem citar-se ainda séries como Gli Scorpioni del Deserto, desenrolada em África durante a segunda guerra mundial, e da qual Pratt escreveu e desenhou cinco histórias, ou ainda os quatro álbuns editado na Bonelli (atualmente Editoriale Cepim) da serie Un Uomo Un'Avventura, com os títulos L'uomo del Sertao, L'uomo della Somalia, L'uomo dei Caraibi e L'uomo del grande nord (este último republicado em seguida sob o título de Jesuit Joe). Especial relevo, no entanto, merecem os álbuns “Verão Indio” e “El Gaucho” desenhados pelo seu amigo e seguidor Milo Manara. Hoje restam-nos apenas estas histórias: em 20 de Agosto de 1995, morre Hugo Pratt sem chegar a ver a sua mais famosa criação - Corto Martlese - tornar-se protagonista de uma série televisiva de animação.

## Pratt e a maçonaria
Hugo Pratt era membro da Gran Loggia d'Italia degli Alam, onde foi iniciado na Loja "Hermes" all'Oriente di Venezia em 19 Novembro de 1976, tendo-se nela mantido até finais dos anos 80. A maçonaria é explicitamente citada na sua Fábula de Veneza. Após a sua morte a Gran Loggia d'Italia organizou vários convénios públicos sobre a sua personagem Corto Maltese.

## Pratt escritor
Escreveu também romances de aventuras, essencialmente inspirados (ou inspiradores?) nas suas bandas desenhadas. Una ballata del mare salato e Corte Sconta detta Arcana têm como protagonista Corto Maltese, à semelhança das suas bandas desenhadas (tal como em Aspettando Corto); enquanto Il romanzo di Criss Kenton volta a narrar a história do L'uomo del grande Nord., anteriormente abordada em Wheeling e Jesuit Joe.

## Filmografia
No cinema encarnou o papel de Rossetti no filme Quando c'era lui... caro lei! (1978), juntamente com Paolo Villaggio e Gianni Cavina e realizado por Giancarlo Santi, também faz o papel do inspetor Straniero no filme Nero, realizado por Giancarlo Soldi com guião de Tiziano Sclavi, o autor de Dylan Dog. Aparece também no filme francês Rosso sangue.